# Nistal
Nistal es una localidad del municipio leonés de San Justo de la Vega, en la Comunidad Autónoma de Castilla y León. El pueblo se encuentra en la vega del Río Tuerto, bien comunicado ya que puede accederse por tres carreteras diferentes: 
- LE-6453 que conecta con la , la  N-120  y el pueblo cabecera del municipio San Justo de la Vega.
- LE-6426 que conecta directamente con Astorga, capital económica de la comarca.
- LE-6454 que conecta con la A-6 y la carretera nacional N-VI.

También cuenta con un apeadero de ferrocarril en el que paran trenes de media distancia con origen o destino León y Ponferrada.
La iglesia está dedicada a San Esteban.

## Localidades limítrofes
Confina con las siguientes localidades:
- Al norte con San Justo de la Vega.
- Al sureste con Barrientos y Carral.
- Al sur con Castrillo de las Piedras.
- Al suroeste con Valderrey.
- Al oeste con Cuevas y Celada.

## Demografía
Evolución de la población
| Gráfica de evolución demográfica de Nistal entre 2000 y 2017       |
|                                                                    |
| Población de derecho (2000-2017) según el padrón municipal del INE |

## Historia
Así se describe a Nistal en el tomo XII del Diccionario geográfico-estadístico-histórico de España y sus posesiones de Ultramar, obra impulsada por Pascual Madoz a mediados del siglo XIX:

lugar en la provincia de León, partido judicial y diócesis de Astorga, audiencia territorial y capitanía general de Valladolid, ayuntamiento de San Román. Situado en terreno llano; su clima es frío; sus enfermedades más comunes tercianas y dolores de costado. Tiene 60 casas; escuela de primeras letras por temporada con la dotación de 200 reales a que asisten 60 niños; iglesia parroquial (San Esteban), servida por un cura de segundo ascenso y presentación de dos voces mixtas; y regulares aguas potables. Confina con término de San Justo, Castrillo de las Piedras, Celada y Estébanez, a ½ legua el más distante. El terreno es de mediana calidad, y le fertilizan algún tanto las aguas del río Tuerto. Hay un monte carrascal, y algunos prados naturales. Los caminos dirigen a los pueblos limítrofes, a Villamañán y Astorga, de cuyo último punto recibe la correspondencia. Producciones: trigo, centeno, cebada, lino y garbanzos; cría ganado vacuno con especialidad; caza de conejos, perdices y liebres, y pesca de truchas y anguilas. Industria: telares de paños del país, un batán y algunos molinos harineros y de aceite de linaza. Comercio: extracción de paños y otros artículos sobrantes. Población: 70 vecinos, 300 almas. Contribución: con el ayuntamiento.
Diccionario geográfico-estadístico-histórico de España y sus posesiones de Ultramar